# Tom Bacon
Tom Bacon (Hitchin, 11 maggio 1979) è un attore britannico.

## Biografia
Ha iniziato la sua carriera nel 2000 partecipando a varie serie tv britanniche, sino al 2004 quando partecipa alla commedia Making Waves diretta da Nicholas van Pallandt, e nel 2007 ha girato il film Bad Day, che in Italia uscirà nel 2008.

## Filmografia
- Making Waves (2004)
- Bad Day, regia di Ian David Diaz (2007)